# Герб комуни Фалун
Герб комуни Фалун (швед. Falu kommunvapen) — символ шведської адміністративно-територіальної одиниці місцевого самоврядування комуни Фалун. 

## Історія
На печатці Фалуна з 1641 року зображено вогняну гору зі знаком міді над річкою і стилізованим містом.  

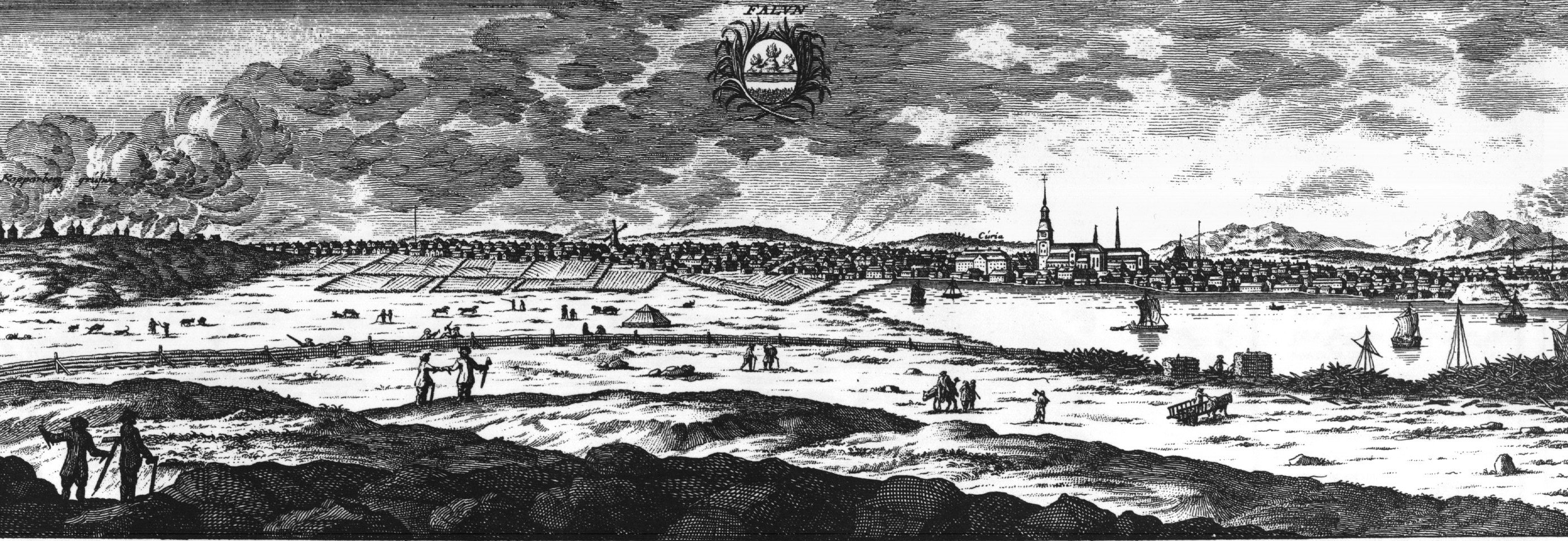
Герби на гравюрі з панорамою міста Фалун (біля 1700 р.)

Сучасний герб отримав королівське затвердження 1932 року.    
Після адміністративно-територіальної реформи, проведеної в Швеції на початку 1970-х років, муніципальні герби стали використовуватися лишень комунами. Цей герб був 1971 року перебраний для нової комуни Фалун.
Герб комуни офіційно зареєстровано 1988 року.
Герби давніших адміністративних утворень, що увійшли до складу комуни, більше не використовуються.

Герб ландскомуни Б'юрсос (1947–1970)
Герб ландскомуни Енвікен (1948–1970)
Герб ландскомуни Стура Коппарберг (1941–1967)
Герб ландскомуни Судборн (1949–1970)
Герб ландскомуни Свердше (1944–1970)
Герб ландскомуни Віка (1944–1967)

## Опис (блазон)
У золотому полі червона мурована стіна з мерлонами та золотими швами, над нею — три червоні алхімічні знаки міді.

## Зміст
Алхімічний знак символізує видобуток міді, який сприяв розвитку Фалуна. Мурована стіна уособлює місто.   